# Wang Qinghuan
Wang Qinghuan, född 22 december 1966, är en friidrottare från Kina. Hon deltog vid olympiska sommarspelen 1988.